# 中国人民解放军海军索马里护航行动
中国海军索马里护航，是中国人民解放军海军從2008年底开始在亚丁湾索马里海盗频发海域开始的一项军事行动。这项行动是中華人民共和国国防部根据联合国安全理事会第1846号决议及其后续决议，并参照有关国家做法，得到索马里政府同意后进行的。此行动的主要内容是：保护航行该海域中国船舶人员安全；保护世界粮食计划署等世界组织运送人道主义物资船舶安全。
中国海军第一批索马里护航编队于2008年12月26日从海南省三亚市军港启航，并于2009年1月6日到达索马里亚丁湾海域，正式开始护航。至2023年5月，护航编队已累计派出四十四批，护航行动仍在持续中。

## 背景

### 索马里内战，海盗的形成与发展
自1991年，索马里内战爆发以来，索马里长期处于军阀割据和无政府状态。索马里各类社会体系崩溃，国民经济长期处于世界最低水平。联合国曾多次试图帮助索马里恢复社会秩序，并向索马里进行了人道主义援助，但一直杯水车薪，收效甚微。索马里当地渔民也因为国内局势动荡，生活拮据。而越来越多的他国非法渔民越境至索马里领海捕捞此海域盛产的金枪鱼。这无疑引起了索马里渔民的怒火。
进入21世纪以来，索马里渔民开始武装自己，并组织起来；向非法进入索马里海域的捕鱼的人发起攻击。随后，索马里人发现通过海盗行为似乎可以得到更多的利益。因此越来越多的索马里人加入进来，并发展成各种海盗团体与组织。而索马里地理上的绝佳优势也对这项非法行动产生了推力。

### 不断升级的海盗袭击事件
进入2008年以来，亚丁湾索马里海域的海盗袭击事件呈明显上升趋势。仅在2008年就发生了111次袭击，其中42艘船舶被海盗成功劫持。在2009年一二月，海盗袭击次数十倍于2008的同期；而在三月，几乎每天都有海盗袭击的报告；四月，海盗袭击了79艘船舶，并成功劫持了其中的21艘。

### 中国船员船隻安全受到严重威胁

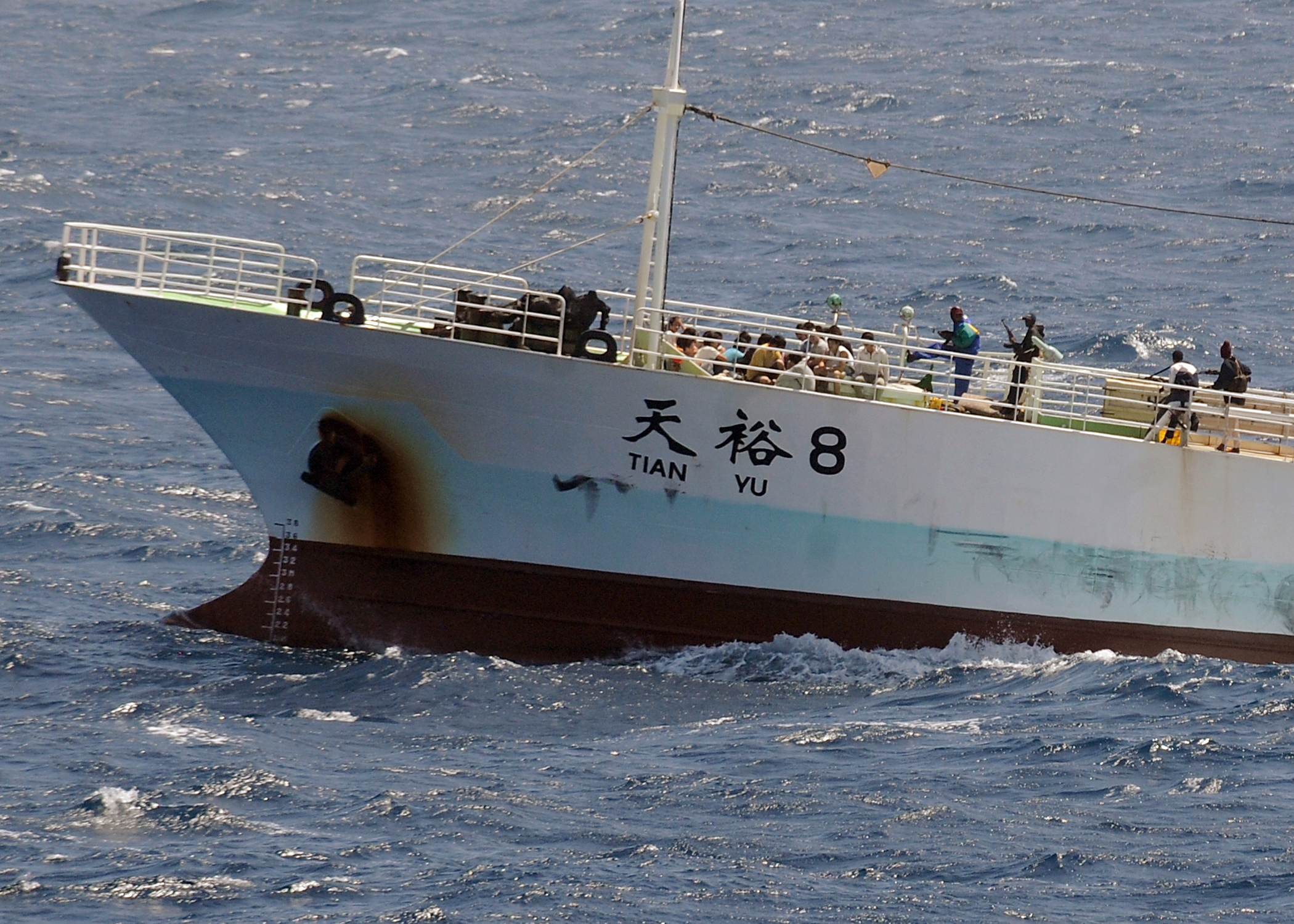
被索马里海盗劫持的中国渔船“天裕8号”

- 2006年4月4日，韩国“东源628号”渔船在索马里附近海域被劫持，其中包括三名中国籍船员。[3]
- 2007年5月15日，两艘分别名为“Mavuno1号”和“Mavuno2号”悬挂坦桑尼亚国旗的韩国籍渔船被海盗劫持，两艘船共有包括10名中国人在内的22人。[4]
- 2008年9月15日，一艘香港注册的运输船被海盗劫持，船上共22人，但其中没有中国公民。[5]
- 2008年9月17日，隶属于中国对外贸易运输总公司香港某子公司的一艘货轮被海盗劫持，25名船员中有24名中国船员。[5]
- 2008年11月14日，中国渔船“天裕8号”被索马里海盗劫持，船上共有16名中国船员（包括1名台湾籍船员）和8名外国船员。[6][7]
- 2008年11月19日，美国海军证实一艘香港注册的伊朗货船被索马里海盗劫持。船上有25名船员，但并没有中国人。[8]
- 2008年12月17日，中国运输船“振华4号”遭到海盗登船袭击，30名中国籍船员在随后赶来的马来西亚海军“斯里印德拉沙迪”号支援舰和其武装直升机的支援下成功脱险。[9][10]

## 法律基础
鉴于亚丁湾索马里海域日趋恶化的安全形势，以及索马里过渡联邦政府没有海军的尴尬局面。2008年6月2日联合国安理会通过第1816号决议，授权各会员国在“过渡联邦政府事先知会秘书长情况下同过渡联邦政府合作打击索马里沿海海盗和武装抢劫行为”。10月7日安理会通过第1838号决议敦促有能力的国家与索马里政府合作打击海盗。12月2日安理会又通过第1846号决议，延长6个月各国打击海盗行为的授权期限；并于12月16日通过了第1851号决议进一步加强了打击海盗行为的授权。
2009年11月30日，安理会通过第1897号决议，再次延长12个月期限，鼓励会员国继续同过渡联邦政府合作打击海上武装抢劫行为。
2010年11月23日，安理会通过第1950号决议，第三次延长12个月各国打击索马里海盗的期限。
2011年11月22日，安理会四度通过决议，延长12个月期限，继续授予各会员国打击索马里海盗的权限。

## 行动的酝酿

### 别国的提议与邀请
早在2008年5月2日，西班牙首相萨帕特罗就提议，中国及其他在索马里海域的亚洲国家应该加入到由联合国支持的打击海盗的联合军事行动中来。6月14日，法国印度洋海区三军司令热拉尔·瓦兰中将在访问香港，与香港和内地官员会晤时表示：希望加强与中国合作，打击索马里海盗。
2008年11月24日，在北京访问的德国海军监察长（相当于海军司令）沃尔夫冈·诺尔廷将军在与中国国防部长梁光烈会面时，发出了携手打击索马里海盗的邀请。次日，在与海军司令员吴胜利会晤时，也表达了同样的意愿。
2008年11月29日，索马里驻华大使阿威尔在接受《环球时报》采访时说：索马里政府无论在任何时间和地点都欢迎中国海军前往索马里海域，维护海上和平。同时他也表示，已经向中国发出了邀请。12月中旬，阿威尔接受媒体采访时再一次表示对中国舰队的欢迎。他说：“我们欢迎，并且希望中国尽快派出舰队参加到国际社会的联合打击海盗的行动中来。”12月16日，索马里过渡联邦政府外长贾马在纽约与外交部副部长何亚非会见是也表示，欢迎中方积极考虑派军舰赴索海域参加护航。

### 前期的准备与筹划
2008年11月15日，正在出访途中的郑和号训练舰组织一场反海盜、反劫持演练。11月底，南海舰队进行了一次反海盜演练。海军陆战队成员搭乘直升机登上一艘商船，迅速突袭了海盗，并解救被绑架的船员。
中国国防部外事办公室主任钱利华少将在2008年11月中旬接受采访时表示：“中国希望‘很快’就能开始派遣作战部队。”11月24日，在北京访问的德国海军监察长向国防部长梁光烈发出邀请，希望与中国海军一起携手打击海盗。梁光烈答复说：“（中国方面）正对印度洋索马里海盗的最新袭击事件进行评估。”
自2008年12月2日安理会通过第1846号决议，延长各国打击海盗行为的授权期限。中国海军、交通运输部、外交部、商务部已经就“国际合作打击海盗”的可能性展开了研究。香港《文汇报》11月29日报道，中国外交部发言人秦刚11月28日就表示，有关国家正在研究通过国际合作打击海盗，中方对此“愿意研究它的可能性”。
2008年12月16日，外交部副部长何亚非出席联合国安全理事会海盗问题部长级会议。何亚非表示：“中国正在积极考虑近期派军舰赴亚丁湾、索马里海域参加护航活动。”

### 正式宣布出征
2008年12月20日，中国国防部发言人胡昌明正式宣布，中国海军南海舰队将派出包括2艘驱逐舰一艘补给舰在内的联合舰队，于12月26日从三亚启航，前往索马里海域护航。同日，外交部发言人刘建超也正式向外界发布中国海军决定向索马里海域派出舰艇护航的信息。
12月22日，中国常驻联合国代表张业遂分别向联合国秘书长潘基文和安理会当月轮值主席克罗地亚常驻联合国代表尤里察通报了中国决定向索马里海域派遣海军舰艇实施护航的决定。潘基文和尤里察对中国政府做出的决定表示欢迎。

## 任务与使命
中国海军索马里护航编队主要的任务是：保护航经亚丁湾、索马里海域的中国船只、人员安全；保护世界粮食计划署等国际组织运送人道主义物资船舶的安全。同时中国海军也将与周边海域护航的各国海军展开国际合作，共同维护此海域安全稳定。中国海军护航编队也将在必要的时候参与人道主义救援行动。

## 行动过程
舰队组成：2艘海军主力战舰，舰种组合包括驱逐舰、护卫舰、船坞登陆舰；1艘综合补给舰。共三艘。由第30批起，由三大戰區海軍的各驅逐艦支隊輪流擔當任務。
战舰型号：截至第42批护航编队為止，曾經使用051B型、052型、052B型、052C型、052D型驱逐舰；053H3型、054型、054A型护卫舰；071型综合登陆舰；及908型、903型综合补给舰。另外054A型568號護衛艦於進行第5批护航時，名稱為巢湖舰，則以*代表此任務次數；568號現時名為衡陽艦，巢湖艦現時為903型综合补给舰890號。
| 舰队批次   | 所属舰队                 | 舰队出发及归港港口 | 出港日期   | 护航开始、 结束日期    | 归港日期   | 任务船只 (次數)                              | 编队 指挥员   | 搭乘 人数 | 护航总批次及 船只总数 | 友好访问                                                                                                   |
| ---------- | ------------------------ | ------------------ | ---------- | ---------------------- | ---------- | -------------------------------------------- | ------------- | --------- | --- | --- |
| 第一批     | 南海舰队                 | 海南三亚           | 2008/12/26 | 2009/01/06- 2009/04/16 | 2009/04/28 | 169武汉舰(1) 171海口舰(1) 887微山湖舰(1)     | 杜景臣        | 800余人   | 累计航程7.9万多海里，为41批166艘船舶实施伴随护航，为46艘船舶实施区域护航，成功救援了3艘遇袭外国船只。 | |
| 第二批     | 南海舰队                 | 广东湛江           | 2009/04/02 | 2009/04/13- 2009/08/02 | 2009/08/21 | 167深圳舰(1) 570黄山舰(1) 887微山湖舰(2)     | 么志楼        | 800余人   | 历时142天，累计航程8.5万海里。为45批308艘中外船舶实施伴随护航，为85艘船舶提供区域掩护，解救遇袭船舶4艘，接护1艘被海盗释放的外国商船 | 巴基斯坦、印度                                                                                             |
| 第三批     | 东海舰队                 | 浙江舟山           | 2009/07/16 | 2009/07/30- 2009/11/29 | 2009/12/20 | 529舟山舰(1) 530徐州舰(1) 886千岛湖舰(1)     | 王志国        | 806人     | 总航程达89600余海里，共担负了53批护航任务，安全护送582艘船舶，总吨位达3323万吨 | 新加坡、马来西亚                                                                                           |
| 第四批     | 东海舰队                 | 浙江舟山           | 2009/10/30 | 2009/11/14- 2010/03/31 | 2010/04/23 | 525马鞍山舰(1) 526温州舰(1) 886千岛湖舰(2)   | 邱延鹏        | 700余人   | 176天，累计航程近4万海里。完成46批660多艘中外船舶伴随护航任务，查证驱离可疑目标74批222艘，解救中外船舶3艘，接护获释中外船舶4艘，登临检查不明国籍可疑小船2批2艘 | 阿联酋、菲律宾                                                                                             |
| 第五批     | 南海舰队                 | 海南三亚           | 2010/03/04 | 2010/03/15- 2010/07/18 | 2010/09/11 | 168广州舰(1) 568巢湖舰(*) 887微山湖舰(3)     | 张文旦        | 800余人   | 查证驱离可疑船只85批370艘次，累计航程9.2万海里，为41批588艘商船实施了伴随护航 | 埃及、意大利、希腊、缅甸                                                                                   |
| 第六批     | 南海舰队                 | 广东湛江           | 2010/06/30 | 2010/07/14- 2010/11/22 | 2011/01/07 | 998昆仑山舰(1) 170兰州舰(1) 887微山湖舰(4)   | 魏学义        | 965名     | 安全护送49批615艘船舶，其中我国船舶306艘，外国船舶309艘，实施解救行动3次，解救被海盗劫持船舶1艘、被海盗追击船舶3艘 | 沙特阿拉伯、斯里兰卡、巴林、印尼                                                                           |
| 第七批     | 东海舰队                 | 浙江舟山           | 2010/11/02 | 2010/11/17- 2011/03/22 | 2011/05/09 | 529舟山舰(2) 530徐州舰(2) 886千岛湖舰(3)     | 张华臣        | 780余人   | 历经189个日夜，累计航程11万多海里。安全护送38批578艘中外船舶，接护遭海盗袭击船舶1艘，营救遭海盗登船袭击船舶1艘，解救被海盗追击船舶6次9艘，查证和驱离可疑船只218艘次，并圆满完成远赴利比亚为撤离中国受困人员船舶实施护航任务 | 坦桑尼亚、南非、塞舌尔                                                                                     |
| 第八批     | 东海舰队                 | 浙江舟山           | 2011/02/21 | 2011/03/15- 2011/07/25 | 2011/08/28 | 525马鞍山舰(2) 526温州舰(2) 886千岛湖舰(4)   | 韩小虎        | 700余人   | 完成46批507艘船舶伴随护航任务，接护被海盗释放船舶1艘，解救被海盗追击船舶7艘，救助外国船舶2艘 | 卡塔尔、泰国                                                                                               |
| 第九批     | 南海舰队                 | 广东湛江           | 2011/07/02 | 2011/07/21- 2011/11/21 | 2011/12/24 | 169武汉舰(2) 569玉林舰(1) 885青海湖舰(1)     | 管建国        | 800余人   | 历时176天，航行7万余海里。安全护送中外船舶41批280艘，成功为世界粮食计划署“纳威尔3号”商船实施了护航，派医疗救护人员为5艘中外商船伤病船员实施了紧急救治 | 文莱、科威特、阿曼                                                                                         |
| 第十批     | 南海舰队                 | 广东湛江           | 2011/11/02 | 2011/11/15- 2012/03/21 | 2012/05/05 | 171海口舰(2) 571运城舰(1) 885青海湖舰(2)     | 李士红        | 800余人   | 完成40批240艘次中外船舶的护航任务，有效处置13批46艘次疑似海盗目标袭扰 | 莫桑比克、泰国                                                                                             |
| 第十一批   | 北海舰队                 | 山东青岛           | 2012/02/27 | 2012/03/15- 2012/07/23 | 2012/09/13 | 113青岛舰(1) 538烟台舰(1) 887微山湖舰(5)     | 杨骏飞        | 800余人   | 安全护送43批184艘中外船舶(其中，中国大陆船舶51艘，香港地区船舶14艘，台湾地区船舶1艘，外国船舶118艘)，驱离可疑海盗船只58批126艘。共成功处置突发情况70多起，解救遭疑似海盗船追击的中外船只3艘，及时为4艘中外商船伤病船员提供了医疗救助，协助中国“集美贵”轮修复了设备故障。                                                                         | 乌克兰、罗马尼亚、土耳其、保加利亚、以色列                                                                 |
| 第十二批   | 东海舰队                 | 浙江舟山           | 2012/07/03 | 2012/07/18- 2012/11/27 | 2013/01/19 | 548益阳舰(1) 549常州舰(1) 886千岛湖舰(5)     | 周煦明        | 790余人   | 历时201天，航程12449海里，完成了46批204艘中外船舶护航任务，查证、驱离可疑船只35批62艘次。 | 澳大利亚、越南                                                                                             |
| 第十三批   | 南海舰队                 | 广东湛江           | 2012/11/09 | 2012/11/22- 2013/03/18 | 2013/05/23 | 568衡阳舰(1) 570黄山舰(2) 885青海湖舰(3)     | 李晓岩        | 近800人   | 共完成37批、166艘次中外船舶的护航任务，查证、驱离海上可疑目标68批、110艘次。 | 马耳他、阿尔及利亚、摩洛哥、葡萄牙和法国                                                                   |
| 第十四批   | 北海舰队                 | 山东青岛           | 2013/02/16 | 2013/03/13- 2013/08/26 | 2013/09/28 | 112哈尔滨舰(1) 528绵阳舰(1) 887微山湖舰(6)   | 袁誉柏        | 730余人   | 历时225天，累计航程125923海里，开创了人民海军舰艇编队在远海执行任务时间最长的记录，圆满完成了安全护送63批次181艘中外船舶、与外国海军举行联合军演等任务。 | 新加坡、泰國 参加“和平-13”多国海军联合演习                                                                 |
| 第十五批   | 南海舰队                 | 广东湛江           | 2013/08/08 | 2013/08/21- 2013/12/22 | 2014/01/23 | 999井冈山舰(1) 572衡水舰(1) 889太湖舰(1)     | 姜中華        | 800余人   | 圆满完成46批181艘中外船舶的护航任务，护送联合国粮食计划署船舶1艘，5次与欧盟508编队、美盟151编队、北约465编队等外军护航舰艇进行友好交流，首次与乌克兰海军护航舰艇进行指挥官互访和联合军演。 | 坦桑尼亚、肯尼亚、斯里兰卡                                                                                 |
| 第十六批   | 北海舰队                 | 山东青岛           | 2013/11/30 | 2013/12/21- 2014/04/24 | 2014/07/18 | 546盐城舰(1) 527洛阳舰(1) 889太湖舰(2)       | 李鹏程        | 660余人   | 共完成40批132艘中外船舶护航任务，先后派出特战队员53人次为18艘次船舶实施随船护卫，解救遭海盗袭扰商船1艘 | 突尼斯、科特迪瓦、喀麦隆                                                                                   |
| 第十七批   | 东海舰队                 | 浙江舟山           | 2014/03/24 | 2014/04/18- 2014/08/28 | 2014/10/22 | 150长春舰(1) 549常州舰(1) 890巢湖舰(1)       | 黄新建        | 810余人   | 共完成43批115艘中外船舶护航任务，为17艘次船舶实施特殊护航，为1艘世界粮食计划署船舶护航，先后参与了援救韩海军舰艇失踪船员、营救意大利失火商船等行动 | 约旦、阿联酋、伊朗、巴基斯坦四国                                                                           |
| 第十八批   | 南海舰队                 | 广东湛江           | 2014/08/01 | 2014/08/19- 2014/12/26 | 2015/03/19 | 989长白山舰(1) 571运城舰(2) 890巢湖舰(2)     | 张传书        | 800多人   | 完成48批135艘次中外船舶的护航任务,先后为8艘次船舶实施特殊护航,首次为我国执行探月工程测量任务的远望3号提供护卫,并与美国、法国、希腊三国海军展开联合反海盗、国际人道主义救援演练 | 英国、德国、荷兰、法国、希腊五国                                                                           |
| 第十九批   | 北海舰队                 | 山东青岛           | 2014/12/02 | 2014/12/20- 2015/04/24 | 2015/07/09 | 547临沂舰(1) 550潍坊舰(1) 887微山湖舰(7)     | 姜国平        | 近700人   | 历时221天,完成36批109艘次中外船舶的护航任务,并首次直接靠泊交战区域港口实施撤离中外公民的国际救助活动,安全撤离16国897名中外公民.首次在地中海与俄罗斯海军进行联合军事演习. | 土耳其、克罗地亚、意大利                                                                                   |
| 第二十批   | 东海舰队                 | 浙江舟山           | 2015/04/03 | 2015/04/24- 2015/08/22 | 2016/02/05 | 152济南舰(1) 548益阳舰(2) 886千岛湖舰(6)     | 王建勳        | 800余人   | 共完成39批90艘次中外船舶的护航任务，驱离疑似海盗船11批13艘，利用护航间隙完成了对印度孟买的友好访问，同法国、巴基斯坦和韩国等国驱护舰艇进行青年军官交流见学，编队还与韩国第十九批护航编队指挥官会面，交流反海盗经验，深化护航行动合作。 | 环球访问苏丹、埃及、丹麦、芬兰、瑞典、波兰、葡萄牙、美国、古巴、墨西哥、东帝汶、印尼等16国。               |
| 第二十一批 | 南海舰队                 | 海南三亚           | 2015/08/04 | 2015/08/22- 2016/01/03 | 2016/03/08 | 573柳州舰(1) 574三亚舰(1) 885青海湖舰(4)     | 俞满江        | 700余人   | 共执行35批64艘中外船舶的护航任务，驱离疑似海盗船只12批56艘，确保了护航船舶和编队自身安全。其间，编队与北约508编队、韩国海军第19批护航编队举行了联合反海盗演练，与欧盟465编队、韩国海军护航编队举行了指挥官会晤，同丹麦、意大利、韩国海军舰艇进行青年军官交流见学，进一步拓展了国际合作。                                                         | 亚洲六国                                                                                                   |
| 第二十二批 | 北海舰队                 | 山东青岛           | 2015/12/06 | 2016/01/03- 2016/04/29 | 2016/06/30 | 576大庆舰(1) 113青岛舰(2) 889太湖舰(3)       | 陈强南        | 700余人   | 执行护航122天，共承担25批、56艘中外船舶的护航任务，紧急救援中国渔船2批5名伤员，任务期间，编队常态性与外军护航兵力举行了联合演习。 | 南非、坦桑尼亞、韓国                                                                                       |
| 第二十三批 | 東海艦隊                 | 浙江舟山           | 2016/04/07 | 2016/04/29- 2016/09/04 | 2016/11/01 | 531湘潭艦(1) 529舟山艦(3) 890巢湖舰(3)       | 王红理        | 700餘人   | 完成了39批79艘中外船舶护航任务，驱离疑似海盗船7批41艘，继续保持了被护船舶和自身的两个“百分之百”安全。护航期间湘潭舰代表中国海军远赴德国参加了于6月17日至26日举办的“基尔周”活动，这是中国海军首次派舰参加该活动。 | 德国、缅甸、马来西亚、柬埔寨、越南                                                                         |
| 第二十四批 | 北海舰队                 | 山东青岛           | 2016/08/10 | 2016/09/02- 2017/01/05 | 2017/03/08 | 112哈尔滨舰(2) 579邯郸舰(1) 960东平湖舰(1)   | 柏耀平        | 700余人   | 完成35批45艘中外船舶护航任务，其中为世界粮食计划署船舶护航1批1艘，先后处置了8批15艘次疑似海盗目标的袭击，确保了被护船舶和编队自身“两个百分之百安全”。其间，该编队指挥员与欧盟465编队指挥员进行了会晤交流1次，舰长级非正式会面4次，为外籍船舶提供人道主义救助2次。                                                                                | 沙特阿拉伯、卡塔爾、阿聯酋、科威特                                                                         |
| 第二十五批 | 南海舰队                 | 廣東湛江           | 2016/12/17 | 2017/01/02- 2017/04/21 | 2017/07/12 | 568衡陽艦(2) 569玉林艦(2) 963洪湖艦(1)       | 赵纪成        | 700餘人   | 历时208天，累计航程119768海里，累计完成30批62艘次中外船舶护航任务，解救被追击船舶2艘，发现并驱离疑似海盗活动小艇13批82艘次，实现了被护船舶和编队自身“两个百分百”安全，在亚丁湾、索马里海域书写了中国海军的责任与担当，创造了首次成功武力营救遭海盗登船袭击船舶、首次成功抓获疑似海盗，舰载直升机飞行场次、架次和事件最多等多项纪录。             | 馬達加斯加、澳大利亞、新西蘭、瓦努瓦圖                                                                     |
| 第二十六批 | 東海艦隊                 | 浙江舟山           | 2017/04/01 | 2017/04/21- 2017/08/23 | 2017/12/01 | 577黃岡艦(1) 578揚州艦(1) 966高郵湖艦(1)     | 王仲才        | 700餘人   | 累计航程14.5万余海里。 | 比利時安特衛普、丹麥哥本哈根、英國倫敦、法國土倫                                                           |
| 第二十七批 | 南海舰队                 | 海南三亚           | 2017/08/01 | 2017/08/23- 2017/12/26 | 2018/03/18 | 171海口舰(3) 575岳阳舰(1) 885青海湖舰(5)     | 黄凤志        | 700余人   | 歷時230天，累計航程124962海里，完成36批54艘中外船舶護航任務，解救被海盜追擊船舶5艘，發現並驅離13批42艘疑似海盜小艇，確保所有被護船舶、人員和編隊自身100%安全，創下了艦艇編隊首次在西非幾內亞灣機動巡航等多項紀錄。 | 阿爾及利亞阿爾及爾、突尼斯、摩洛哥卡薩布蘭卡、技術停靠南非開普敦                                           |
| 第二十八批 | 北海艦隊                 | 山東青島           | 2017/12/03 | 2017/12/26- 2018/05/01 | 2018/08/09 | 546鹽城艦(2) 550濰坊艦(2) 889太湖艦(4)       | 吴栋柱        | 700餘人   | 歷時249天，成功為30批41艘中外船舶安全護航，先後航經3大洲3大洋，6次穿越赤道，出入9國9港，赴尼日利亞參加國際海事會議暨地區海上演習等任務。 | 技術停靠西班牙巴倫西亞，加納特馬，喀麥隆杜阿拉，加蓬利伯維爾，南非開普敦西蒙斯敦                           |
| 第二十九批 | 東海艦隊                 | 浙江舟山           | 2018/04/04 | 2018/04/28- 2018/09/03 | 2018/10/04 | 515濱州艦(1) 530徐州艦(3) 886千島湖艦(7)     | 靳航 宣清松   | 700餘人   | 航行3.6萬餘海浬，順利完成26批40艘中外船舶護航任務。遠赴歐洲參加德國「基爾周」和波蘭海軍成立100周年慶典活動。 | 技術停靠希臘、西班牙、法國及意大利等國港口。                                                               |
| 第三十批   | 北海艦隊                 | 山東青島           | 2018/08/06 | 2018/09/01- 2018/12/24 | 2019/01/27 | 539蕪湖艦(1) 579邯鄲艦(2) 960東平湖艦(2)     | 许海华        | 近700人   | 任務歷時175天，航行3萬餘海浬，完成31批59艘次中外船隻護航，先後參與了突尼斯海軍成立60周年國際艦隊檢閱，護航直升機海上醫療後送訓練等行動。 | 柬埔寨西哈努克市，菲律賓馬尼拉                                                                             |
| 第三十一批 | 南海舰队                 | 广东湛江           | 2018/12/09 | 2018/12/24- 2019/05/01 | 2019/07/11 | 998昆仑山舰(2) 536许昌舰(1) 964骆马湖舰(1)   | 邵曙光 张家柬 | 700余人   | 历時7个多月，累计航行11万余海里，完成28批46艘次中外船舶护航，期间派出舰艇参加"和平-19"多国海上联演和国际防务展。 | 澳大利亞悉尼                                                                                               |
| 第三十二批 | 東海艦隊                 | 浙江舟山           | 2019/04/04 | 2019/04/28- 2019/09/15 | 2019/10/29 | 153西安舰(1) 599安阳艦(1) 966高郵湖艦(2)     | 赵卫东 周建明 | 700餘人   | 历时209天，累计航程11万余海里，圆满完成了30批42艘中外船舶护航任务，为124艘船只提供区域护航服务，确保了所有被护船舶人员和编队自身两个百分之百安全。期间，西安舰单舰前出，完成赴法国军事交流和参加俄罗斯"海军节"庆典活动。 | 莫桑比克马普托， 马来西亚巴生港                                                                            |
| 第三十三批 | 北海舰队 驱逐舰 第1支队  | 山东青岛           | 2019/08/29 | 2019/09/15- 2020/01/19 | 2020/03/25 | 117西寧舰(1) 550潍坊舰(3) 968可可西里湖舰(1) | 李烈 刘军     | 600余人   | 历时210天，安全护送24批41艘次中外船舶。护航期间，编队先后参加了中俄南非和中俄伊朗海上联合军事演习。 | 阿拉伯联合酋长国阿布扎比哈利法港，孟加拉吉大港，泰国梭桃邑港                                               |
| 第三十四批 | 南海舰队                 | 海南三亞           | 2019/12/23 | 2020/01/17- 2020/05/21 | 2020/06/10 | 175銀川艦(1) 571運城艦(3) 887微山湖艦(8)     | 葉丹 賴銘河   | 690餘人   | 任务历时171天，航程83,765海里。编队先后安全护送30批50艘次中外船舶，为17艘我国船舶实施特殊护航，处置迫近被护船舶疑似海盜快艇14艘，参加中巴"海上卫士-2020"联合演习期間，编队与巴基斯坦海军完成了防空反导、联合反潜等课目，并首次采取双方舰艇混编、交替指挥、自由対抗等方式组织演炼。在新冠肺炎疫情全球肆虐的特殊时期，编队连续96天未靠港补给休整。 | 無 |
| 第三十五批 | 东海舰队 驱逐舰 第3支队  | 浙江舟山           | 2020/04/28 | 2020/05/19- 2020/09/23 | 2020/10/14 | 131太原舰(1) 532荊州艦(1) 890巢湖舰(4)       | 王明勇 纪乐江 | 690餘人   | 航行10萬餘海里，全程170天不靠港休整，刷新人民海軍艦艇編隊海上連續奮戰時間最長紀錄。為27批49艘次中外船舶提供伴隨護航，為過往亞丁灣的百餘艘商船提供區域護航。 | 無 |
| 第三十六批 | 北海舰队 驱逐舰 第10支队 | 山东青岛           | 2020/09/03 | 2020/09/23- 2021/01/31 | 2021/03/05 | 119贵阳舰(1) 542棗莊舰(1) 960东平湖舰(3)     | 张振强 夏子明 | 700余人   | 歷時184天，航行11萬餘海里，共執行38批52艘中外船舶護航任務，並圓滿完成"和平-21"多國海軍聯演和中新(加坡)海軍聯演任務。因防疫要求，全程未組織靠港休整，刷新了人民海軍艦艇編隊連續海上奮戰時間最長紀錄。 | 無 |
| 第三十七批 | 南海舰队                 | 海南三亞           | 2021/01/16 | 2021/01/31- 2021/06/07 | 2021/06/29 | 173長沙艦(1) 569玉林艦(3) 963洪湖舰(2)       | 韦兵 王占武   | 700餘人   | 歷時165天，航程9萬餘海里，全程未靠港休整，先後查證驅離15批24艘可疑小艇，為16批28艘我國商船執行特護任務，11艘過航商船提供安全監控，確保被護船舶安全航行，圓滿完成40批64艘中外船舶護航任務。 | 無 |
| 第三十八批 | 东海舰队 驱逐舰 第6支队  | 浙江舟山           | 2021/05/15 | 2021/06/07- 2021/10/17 | 2021/11/15 | 155南京艦(1) 578揚州艦(2) 966高郵湖舰(3)     | 石伟林 张宪星 |           | 歷時185天，累計航行9萬餘海里，全程未靠港休整。完成31批45艘中外船舶護航任務，為9艘過往船舶提供安全監控，確保被護航行安全。 | 無 |
| 第三十九批 | 北海舰队 驱逐舰 第1支队  | 山东青岛           | 2021/09/26 | 2021/10/17- 2022/02/04 | 2022/03/09 | 118乌鲁木齐舰(1) 538烟台舰(2) 889太湖舰(5)   | 刘博          |           | 歷時165天，航程9萬餘海里，高效完成28批48艘中外船舶護航任務。執行任務以來，編隊嚴格落實疫情防控措施，嚴密組織護航行動，採取延伸護航、接力護航等多種方式確保被護船舶航行安全，有力維護了國際海上貿易通道安全和地區和平穏定。 | 無 |
| 第四十批   | 南海舰队                 | 广东湛江           | 2022/01/15 | 2022/02/04- 2022/06/08 | 2022/07/05 | 161呼和浩特舰(1) 575岳阳舰(2) 907骆马湖舰(2) | 邹福全 杨耀   |           | 歷時172天，累計航行近9萬海里，高效完成30批50艘中外船舶護航任務，並為1艘船舶提供醫療救助。任務期間，編隊嚴格落實疫情防控措施，嚴密組織護航行動，採取接力護航、延伸護航、區域監控等多種方式確保被護船隻航行安全。 | 無 |
| 第四十一批 | 东海舰队                 | 浙江舟山           | 2022/05/18 | 2022/06/08- 2022/10/15 | 2022/11/15 | 132苏州舰(1) 533南通舰(1) 890巢湖舰(5)       | 王明勇 刘豪   |           | 歷時182天，累計航行近9萬海里，高效完成30批38艘中外船舶護航任務，全程未靠港休整。任務中，編隊嚴格落實疫情防控措施，嚴密組織護航行動，採取接力護航、延伸護航、區域護航等形式確保被護船舶航行安全。 | 無 |
| 第四十二批 | 北海舰队                 | 山东青岛           | 2022/09/21 | 2022/10/15- 2023/02/05 | 2023/03/30 | 123淮南舰(1) 598日照舰(1) 903可可西里湖舰(2) | 孙宏林 黄中心 |           | 歷時191天，航行10萬餘海里，順利完成20批29艘中外船舶護航任務，為11艘過航商船提供安全監控。護航任務結束後於2月29日，護航編隊抵達南非理查茲灣，參加中國、俄羅斯、南非三國海上聯合演習，聯演以"維護航運及海上經濟活動安全聯合行動"為課題，分為港岸和海上兩個階段進行。海上聯演包含編隊運動、消滅浮雷、反海盜、營救遇險船舶等10多個課目。             | 南非理查茲灣                                                                                               |
| 第四十三批 | 南海舰队                 | 广东湛江           | 2023/01/10 | 2023/02/05- 2023/06/02 | 2023/08/29 | 162南宁舰(1) 574三亚舰(2) 887微山湖舰(9)     | 赵朗 杨艳华   |           | 历时232天，总航程近12万海里。期间，编队顺利完成16批21艘船舶伴随护行任务，并以区域护航方式为16艘过往商船提供安全监护。在4月26日~5月2日，除三亚舰外两艘军舰赴苏丹执行撤侨任务，顺利转运1千余名中外人员。编队南宁舰还先后赴巴基斯坦、阿联酋、伊朗参加「和平-23」多国海军联演、第16届阿布扎比防务展暨第7届海军防务展和「安全纽带-2023」海上联演。    | 科特迪瓦阿比讓港，加納特馬港，尼日利亞拉各斯，加蓬利伯維爾，剛果黑角港，技術停靠南非開普敦及馬來西亞巴生港 |
| 第四十四批 | 东海舰队                 | 浙江舟山           | 2023/04/28 | 2023/06/02- 2023/10/02 | 2023/12/18 | 156淄博舰(1) 532荊州舰(2) 886千岛湖舰(8)     | 孙波 李家美   | 700余人   | 历时235天，航行10万余海里，累计完成28批33艘中外船舶护行任务。 11月27日适值缅甸北部爆发军事衝突，护航编队抵达缅甸仰光，进行4天友好访问，有引述报道称还与缅甸进行海军安全演习。 | 阿曼馬斯喀特，科威特舒韋赫港，卡塔爾多哈，阿聯酋阿布扎比，缅甸仰光，技术停靠新加坡。                       |
| 第四十五批 | 北海舰队                 | 山东青岛           | 2023/09/12 | 2023/10/02- 2024/03/04 | 2024/05/17 | 118乌鲁木齐舰(2) 547临沂舰(1) 902东平湖舰(4) |               |           | 任務歷時249天，航行5萬餘海里，累計為43批72艘中外船舶護航。此外，護航編隊曾赴巴基斯坦參加中巴"海洋衛士-3"海上聯合演習，與伊朗參加了中伊俄"安全紐帶-2024"聯合演習。 | 坦桑尼亞達累斯薩拉姆，莫桑比克馬普托，馬達加斯加圖阿馬西納，塞舌爾維多利亞，技術停靠馬來西亞巴生港。       |
| 第四十六批 | 南海舰队                 | 廣東湛江           | 2024/02/21 | 2024/03/04             | 2025/01/24 | 163焦作舰(1) 536许昌舰(2) 906洪湖舰(3)       |               | 700余人   | 任務歷時339晝夜，累計航行16萬餘海里，航跡跨越亞非歐3大洲。編隊還赴尼日利亞參加多邊聯合演習，赴俄羅斯參加俄羅斯海軍成立328周年慶祝活動，赴南非參加國際海軍節。 | 埃及亞歷山大，技術停靠南非，摩洛哥卡薩布蘭卡，塞舌爾。                                                     |
| 第四十七批 | 东海舰队                 | 浙江舟山           | 2024/12/15 |                        |            | 133包头舰(1) 523红河舰(1) 904高邮湖舰(4)     |               | 700余人   | | |

## 影响
联合国秘书长潘基文对中国向索马里海域派出军舰护航表示欢迎。“他赞赏中国对国际社会打击索马里海盗行动给予的有力支持，这体现了中国在国际事务中发挥的重要作用。”
 美國海軍太平洋司令部司令蒂莫西·J·基廷上将对中国的行动表示欢迎。他希望这将成为中美两军交流的契机。
 菲律宾海军总司令高利兹中将对中国海军派遣军舰前往索马里打击海盗表示欢迎，他认为一个强大的中国海军有利于地区稳定。
 索马里驻华大使阿威尔表示“中国海军在索马里海域是最受欢迎的。”“中国是最为可信的和平力量。”